# 미드나잇 선 (2011년 영화)
미드나잇 선(Midnight Son)은 2011년 공개된 미국의 공포 영화이다.

## 줄거리
로스앤젤레스에 사는 젊은 남성 제이콥은 햇빛에 노출될 수 없는 희귀한 피부 질환 때문에 낮에는 고립된 생활을 하고 밤에는 경비원으로 일한다. 그러던 중, 그는 마약에 빠진 바텐더 메리에게 사랑을 느끼게 되고, 평범한 음식으로는 채워지지 않는 허기를 느끼며 점차 피를 갈망하게 된다. 의사는 그를 빈혈로 진단하지만, 제이콥은 자신이 뱀파이어일지도 모른다는 의심을 품는다. 그의 상태는 점점 악화되어 동물 피를 넘어 인간 피를 필요로 하게 되고, 이 과정에서 폭력적인 성향을 드러낸다.
제이콥은 평범한 삶을 원하지만, 악화되는 건강 상태를 메리에게 숨기면서 둘의 관계는 위태로워진다. 병원에서 피를 구하려던 제이콥은 부도덕한 의사 마커스를 만나 돈을 주고 환자의 피를 구하는 방법을 알게 되지만, 그의 비윤리적인 행동에 반감을 느낀다. 한편, 형사 긴슬리는 살인 사건 수사 중 제이콥에게 주목한다.
제이콥은 경비 일을 하다가 해고되고, 메리는 그의 그림에 관심을 보이는 미술관 직원 리즈에게 제이콥을 소개하려 한다. 하지만 제이콥의 건강 상태에 의심을 품은 메리와의 관계는 악화된다. 절박해진 제이콥은 마커스에게 다시 피를 구하려 하지만 거절당하고, 다툼 끝에 마커스는 부상을 입는다.
제이콥은 메리와 화해하고 자신의 피부 질환이 심각한 빈혈 때문이라고 고백한다. 미술관 파티를 빠져나온 둘을 쫓아온 마커스의 동생 러셀은 메리를 쏘고, 제이콥은 총을 빼앗아 러셀을 쫓아낸다. 제이콥은 메리의 가슴에서 총알을 빨아내면서 자신의 빈혈이 전염된다는 것을 알게 된다. 그는 메리를 집에 격리시키고, 자신이 살인 사건 용의자라고 형사 긴슬리에게 주장하지만 증거는 발견되지 않는다.
제이콥은 마커스가 살아있으며 햇빛에 화상을 입었다는 것을 알게 된다. 마커스는 제이콥과 러셀에게 시체를 유기하라고 강요하고, 그 과정에서 러셀이 마커스를 기절시킨다. 제이콥은 마커스를 묶어두고 해가 뜰 때까지 방치해 죽게 만든다. 다음 날 밤, 제이콥은 집에서 피를 갈망하는 메리와 함께 형사 긴슬리에게 체포되려 한다. 결국 제이콥은 긴슬리를 죽여 피를 얻고, 메리와 새로운 삶을 시작한다.

## 출연

### 주연
- 잭 킬버그
- 마야 패리쉬

### 조연
- 조 D. 존즈
- 래리 세더
- 알렌 에스카페타
- 트레이시 월터
- 주아니타 제닝스
- 케빈 맥코클
- 숀-콜린 영
- 빌리 루비에르
- 오스틴 민크스
- 토니 노리스
- 제프 캠벨
- 사라
- 보니 진
- 주니어스 디온 주니어
- 제이크 맥코클

## 기타
- 공동제작: 존 매팅리
- 공동제작: 애덤 심슨
- 조감독: 존 매팅리
- 미술: 마누엘 페레즈 페나
- 의상: 메이리 치숌
- 분장부문: 켄 니더바우머
- 분장부문: 켈리 오레리
- 배역: 미셸 쇼트
- 프로덕션매니저: 쉐너 린